# Les Mots (chanson de Renaud)
Pour les articles homonymes, voir Mot (homonymie).
Singles de Renaud
J'ai embrassé un flic
(2016) Héloïse
(2017)
Pistes de Renaud
J'ai embrassé un flic Toujours debout
Les Mots est une chanson de Renaud, parue sur l'album Renaud sorti le 8 avril 2016 puis sortie en single le 6 septembre 2016. Un clip vidéo est sorti le 26 octobre 2016,,.

## Contenu
Dans cette ballade, Renaud évoque la puissance salvatrice de l’écriture. Il y rend hommage à Paul Léautaud, Georges Brassens, Claude Nougaro ainsi qu'à Victor Hugo.

## Forme
L'instrumentation pianistique rappelle celle de Mistral gagnant.

## Classements
| Classement    | Meilleure position |
| ------------- | ------------------ |
| France (SNEP) | 73                 |